# Andrzej Korytko
Andrzej Korytko herbu Jelita – podstoli czernihowski w latach 1702–1710.
W 1707 roku był sędzią skarbowym ziemi przemyskiej.